# Pilczyca-Kolonia
Pour les articles homonymes, voir Pilczyca.
Pilczyca-Kolonia est une localité polonaise de la gmina de Kluczewsko, située dans le powiat de Włoszczowa en voïvodie de Sainte-Croix.